# Christian Geelhaar
Christian Geelhaar (* 1939 in Bern; † 31. Dezember 1993 in Basel) war ein schweizerischer Kunsthistoriker und Museumsdirektor.

## Werdegang
Nach der Matura arbeitete Geelhaar zunächst von 1959 bis 1964 als Designer in den Londoner Studios der Schuhfabrik Bally AG. Im Archiv der Zürcher Hochschule der Künste werden zahlreiche Entwürfe Geelhaars für Damenschuhe aufbewahrt. Anschliessend begann er ein Studium der Kunstgeschichte, der Anglistik und der Musikwissenschaft an der Universität Bern, das er mit einer Dissertation über das Werk von Paul Klee und seine Beziehungen zum Bauhaus abschloss. Zum 1. Januar 1976 wurde er als Stipendiat der DFG wissenschaftlicher Mitarbeiter an der Staatlichen Graphischen Sammlung in München, wechselte jedoch schon zum 1. Januar 1977 als Konservator der Modernen Abteilung der Gemäldegalerie an das Kunstmuseum Basel.
1981 wurde er zum Direktor des Kunstmuseums Basel berufen. Er wurde Nachfolger von Franz Meyer, der sich nicht weiter den Einflussversuchen Basler Interessengruppen auf seine Sammlungspolitik unterwerfen wollte. Im April 1991 trat Geelhaar von seinem Amt aus gesundheitlichen Gründen zurück, 1993 starb er an AIDS. Geelhaar war seit 1989 Stiftungsrat der Stonewall-Stiftung für Lesben und Schwule.

## Ausstellungen und Neuerwerbungen
Zu den wichtigsten von ihm kuratierten Ausstellungen gehörten Pablo Picasso. Das Spätwerk (1981), die Präsentation der Nymphéas von Claude Monet im Sommer 1986 und die Schau der Badenden von Paul Cézanne im Herbst 1989. In der ersten Jahreshälfte 1990 stellte Geelhaar – als Übernahme der Ausstellung des New Yorker Museum of Modern Art – die Begründer des Kubismus in einem 190 Arbeiten umfassenden Dialog unter dem Titel Picasso und Braque. Die Geburt des Kubismus vor.
Bei den Neuerwerbungen setzte Geelhaar das von seinem Vorgänger begonnene Schwergewicht auf Werke der amerikanischen Nachkriegsmalerei fort. Dazu zählten Frank Stellas Gemälde Sewars Park und West Broadway, jeweils von 1958, Jasper Johns’ Gemälde Construction with Toy Piano (1954) und The Bath (1988), sowie Cy Twomblys Untitled (New York City) von 1952.

## Schriften
- Paul Klee. Leben und Werk. DuMont, Köln 1974, ISBN 3-7701-0726-8.
  - französisch: Paul Klee et le Bauhaus Paul Klee und das Bauhaus. Éditions Ides et calendes, Neuchâtel 1972; englisch  Paul Klee and the Bauhaus. Adams & Dart, Bath 1973.
- Klee-Zeichnungen. Reise ins Land der besseren Erkenntnis. DuMont, Köln 1975, ISBN 3-7701-0790-X.
- Jasper Johns: Working Proofs. Wanderausstellung. Kunstmuseum, Basel 1979, ISBN 3-7204-0006-9.
- mit Monica Stucky: Expressionistische Malerei in Basel um den Ersten Weltkrieg. Birkhäuser, Basel 1983, ISBN 3-7643-1582-2.
- Kunstmuseum Basel. Die Geschichte der Gemäldesammlung und eine Auswahl von 250 Meisterwerken. Verein der Freunde des Kunstmuseums Basel, Basel 1992, ISBN 3-7204-0073-5.